# Kościół św. Maksymiliana Marii Kolbego w Głogowie
Kościół pw. św. Maksymiliana Marii Kolbego w Głogowie – rzymskokatolicki kościół parafialny należący do parafii pw. św. Maksymiliana Marii Kolbego w Głogowie, dekanatu Głogów – Najświętszej Maryi Panny Królowej Polski, diecezji zielonogórsko-gorzowskiej, metropolii szczecińsko-kamieńskiej. Zlokalizowany w Głogowie, w powiecie głogowskim, w województwie dolnośląskim. Mieści się przy ulicy Legnickiej.

## Historia
Kościół mieści się w budynku powstałym w 1922 roku, który do momentu powstania parafii pełnił rolę kaplicy cmentarnej sąsiadującego cmentarza miejskiego w Głogowie. Od 1995 świątynia parafialna. Po utworzeniu parafii rozpoczęto prace związane z rozbudową świątyni. W dniu 14 sierpnia 2001 roku rozbudowana świątynia została uroczyście poświęcona – konsekrowana.